# Висмор
Висмор (нем. Wiesmoor) — город в Германии, в земле Нижняя Саксония.
Входит в состав района Аурих. Население составляет 13 389 человек (на 31 декабря 2010 года). Занимает площадь 82,99 км². Официальный код — 03 4 52 025.
Город подразделяется на 8 городских районов.
| Год  | Население |
| ---- | --------- |
| 1990 | 10 892    |
| 1995 | 11 681    |
| 2000 | 12 478    |
| 2005 | 13 132    |
| 2010 | 13 299    |